# Eusebio Di Francesco
Eusebio Di Francesco (Pescara, Italia, 8 de septiembre de 1969) es un exfutbolista y entrenador italiano, se desempeñaba como centrocampista y se retiró en 2005. En 2008 comenzó a ejercer como entrenador. Actualmente dirige al US Lecce de la Serie A.
Tiene un hijo, Federico, que pertenece al Sassuolo.

## Carrera como jugador
Di Francesco era un centrocampista. Debutó a nivel profesional con el Empoli FC en 1987, para luego fichar por otro equipo de la Toscana, el ASD FC Lucca. En las filas del Piacenza tuvo la oportunidad de jugar regularmente en la Serie A y fue contratado por la Roma en 1997. Con los giallorossi, llegó a cuartos de final de la Copa de la UEFA en 1999 y ganó una Liga en 2001. Decidió volver al Piacenza y finalmente se retiró en 2005, tras una temporada en el AC Ancona y otra en el AC Perugia.
Di Francesco también fue internacional absoluto por Italia entre 1998 y 2000. Disputó un total de 12 partidos con la azzurra, marcando un gol.

## Carrera como entrenador

#### Virtus Lanciano
Di Francesco debutó como técnico en 2008, al frente del SS Virtus Lanciano, al que entrenó hasta su despido en enero de 2009.

#### Pescara
En la segunda mitad de la temporada 2010-11 ocupó el banquillo del Pescara Calcio, recién ascendido a la Serie B, que mantuvo la categoría con solvencia.

#### Lecce
Sus buenos resultados llamaron la atención del US Lecce, por lo que Di Francesco acordó su marcha del Pescara para firmar con el club de Salento. Sin embargo, su aventura terminaría pronto, ya que fue destituido en diciembre de 2011, tras haber sumado sólo 8 puntos en 13 partidos, dejando al Lecce en puestos de descenso.

#### Sassuolo
En junio de 2012, Di Francesco fue nombrado nuevo entrenador del US Sassuolo, con el que fue campeón de la categoría de plata en la temporada 2012-13 y por lo tanto logró el primer ascenso de la historia del equipo a la Serie A. Fue cesado en sus funciones en enero de 2014, a causa de la mala racha de resultados del conjunto verdinegro (era 18.º tras 21 jornadas del Calcio).
Sin embargo, pronto fue nuevamente contratado, ya que no mejoraron los números en su ausencia. Finalmente, Di Francesco logró la permanencia del Sassuolo gracias a una gran recta final del campeonato (sumó 13 puntos en los 7 últimos encuentros) y renovó su contrato con el club.
En la temporada 2014-15, volvió a mantener al equipo de la Emilia-Romaña en la máxima categoría del fútbol italiano tras sobreponerse a un mal inicio (ocupó puestos de descenso en 5 de las 7 primeras jornadas), finalizando como 12.º clasificado con 49 puntos. Además, en la temporada 2015-16, el equipo verdinegro comenzó siendo una de las revelaciones del campeonato, situándose 3.º tras 5 jornadas. El Sassuolo concluyó la primera vuelta del torneo en una sólida 6.ª posición, tras imponerse a domicilio al Inter de Milán y teniendo un partido aplazado. El 21 de abril de 2016, renovó su contrato con el club neroverdi hasta 2019, un mes antes de concluir la Serie A con el Sassuolo como sexto clasificado.
En la temporada 2016-17, el Sassuolo no pudo pasar de la fase de grupos de la Liga Europa en su debut en dicha competición. En la Serie A, tras un irregular inicio, terminó la primera vuelta ocupando una peligrosa 16.ª posición; aunque finalmente no pasó apuros para mantenerse un año más en la élite.

#### Roma
El 13 de junio de 2017, firmó un contrato de dos años como nuevo técnico de la AS Roma. El equipo italiano protagonizó un buen comienzo de temporada en la Serie A, con 9 victorias en las 11 primeras jornadas, siendo menos goleador pero también menos goleado respecto al curso anterior. Con 38 puntos en 16 jornadas, igualó el segundo mejor inicio de la historia del club en la Serie A. Al mando de la Roma, Di Francesco debutó en la Liga de Campeones como técnico, logrando el pase a octavos de final como primero de su grupo, por delante del Chelsea y del Atlético de Madrid. En cambio, el equipo italiano cayó en octavos de final de la Copa de Italia frente al Torino y concluyó la primera vuelta de la Serie A como 4.º clasificado. La Roma de Di Francesco fue uno de los equipos revelación de la Liga de Campeones, ya que eliminó al FC Barcelona en cuartos de final y accedió a las semifinales de la máxima competición europea por segunda vez en su historia, 34 años después de la primera, siendo eliminado por el Liverpool en la antesala de la final (resultado global de 7-6). Finalmente, el equipo romano cerró la temporada obteniendo la 3.ª posición en la Serie A.
El 18 de junio de 2018, renovó su contrato con el club por un año más. A pesar de completar una irregular primera parte de temporada, la Roma consiguió clasificarse para octavos de final de la Champions como segunda de su grupo, y finalizó la primera vuelta de la Serie A en sexta posición. En la Copa de Italia, el equipo romano fue eliminado en cuartos de final por la Fiorentina por un claro resultado de 7-1 en contra. El 7 de marzo de 2019, al día siguiente de la eliminación en octavos de final de la Liga de Campeones ante el Oporto, la Roma decidió despedir a Di Francesco, que dejó el conjunto capitalino en la 5.ª posición de la Serie A, a falta de 12 jornadas para el término del campeonato.

#### Sampdoria
El 22 de junio de 2019, Di Francesco se incorporó a la UC Sampdoria tras firmar un contrato para las 3 próximas temporadas. El 7 de octubre de 2019, tras perder 6 de los 7 primeros partidos en la Serie A, el club anunció la rescisión de su contrato.

#### Cagliari
El 3 de agosto de 2020, Di Francesco sustituyó a Walter Zenga en el banquillo del Cagliari Calcio. El 24 de enero de 2021, pese a terminar la primera vuelta de la Serie A encajando 6 derrotas consecutivas y ocupando puestos de descenso (18.ª posición), el club anunció la renovación de su contrato con el técnico hasta 2023. Sin embargo, el 22 de febrero de 2021, Di Francesco fue destituido como entrenador del equipo sardo, después de perder contra el Torino y encadenar 16 partidos seguidos sin ganar.

#### Hellas Verona
El 7 de junio de 2021, se hizo oficial su fichaje por el Hellas Verona FC, reemplazando a Ivan Jurić. Sin embargo, fue cesado el 14 de septiembre de 2021, después de perder los 3 primeros partidos de la Serie A.

#### Frosinone
El 1 de julio de 2023, fue oficializado como nuevo entrenador del Frosinone Calcio.Luego un buen comienzo en la temporada, el club descendió a la Serie B en la última jornada, al finalizar en el penúltimo lugar en la Serie A, con 35 puntos.El 16 de junio de 2024, anunció su salida del equipo italiano.

#### Venezia
El 26 de junio de 2024, fue confirmado como entrenador del Venezia tras firmar un contrato por dos temporadas. En mayo de 2025, se certificó el descenso del club a la Serie B después de perder ante la Juventus en la última jornada.

#### US Lecce
El 26 de junio de 2025, inició su segunda etapa en el US Lecce.

## Clubes

### Jugador
| Club         | País   | Año         | Partidos | Goles |
| ------------ | ------ | ----------- | -------- | ----- |
| Empoli FC    | Italia | 1987 - 1991 | 102      | 3     |
| ASD FC Lucca | Italia | 1991 - 1995 | 139      | 12    |
| Piacenza     | Italia | 1995 - 1997 | 67       | 5     |
| AS Roma      | Italia | 1997 - 2001 | 168      | 14    |
| Piacenza     | Italia | 2001 - 2003 | 61       | 12    |
| AC Ancona    | Italia | 2003 - 2004 | 10       | 0     |
| AC Perugia   | Italia | 2004 - 2005 | 30       | 1     |

### Entrenador
| Club               | País   | Año           | PJ  | PG  | PE  | PP  | Efectividad |
| ------------------ | ------ | ------------- | --- | --- | --- | --- | ----------- |
| SS Virtus Lanciano | Italia | 2008-2009     | 24  | 7   | 6   | 11  | 37.5%       |
| Pescara            | Italia | 2010-2011     | 62  | 24  | 17  | 21  | 47.85%      |
| US Lecce           | Italia | 2011          | 14  | 2   | 2   | 10  | 19.05%      |
| US Sassuolo        | Italia | 2012-2014     | 67  | 31  | 15  | 21  | 53.73%      |
| US Sassuolo        | Italia | 2014-2017     | 142 | 52  | 39  | 51  | 45.77%      |
| AS Roma            | Italia | 2017-2019     | 87  | 46  | 18  | 23  | 59.77%      |
| Sampdoria          | Italia | 2019          | 8   | 2   | 0   | 6   | 25%         |
| Cagliari           | Italia | 2020-2021     | 26  | 5   | 6   | 15  | 26.92%      |
| Hellas Verona      | Italia | 2021          | 4   | 1   | 0   | 3   | 25%         |
| Frosinone          | Italia | 2023-2024     | 42  | 11  | 11  | 20  | 34.92%      |
| Venezia            | Italia | 2024-2025     | 39  | 5   | 14  | 20  | 24.79%      |
| US Lecce           | Italia | 2025-presente | 1   | 1   | 0   | 0   | 100%        |
| Total              | Total  | Total         | 516 | 187 | 128 | 201 | 44.51%      |

## Palmarés

### Como jugador

#### Campeonatos nacionales
| Título  | Club    | País   | Año     |
| ------- | ------- | ------ | ------- |
| Serie A | AS Roma | Italia | 2000-01 |

### Como entrenador

#### Campeonatos nacionales
| Título  | Club        | País   | Año     |
| ------- | ----------- | ------ | ------- |
| Serie B | US Sassuolo | Italia | 2012-13 |